# Presidentvalet i USA 1920
Presidentvalet i USA 1920 ägde rum den 2 november 1920 och var det första presidentvalet i vilket alla kvinnor kunde delta på samma villkor som män (genom nittonde konstitutionstillägget; tidigare hade 27 av 48 delstater tillåtit kvinnor att rösta i presidentvalet). Till följd av detta hade valkåren utökats kraftigt och det var första gången två kandidater erhöll mer än ett åttasiffrigt antal röster. I södern saknade emellertid åtskilliga afroamerikaner och fattiga vita rösträtt fram till 1965. Harding fick stort stöd av företag och industri och drev en fyra gånger så dyr valkampanj som Cox, medan demokraterna var utmattade efter president Woodrow Wilson stroke och hans impopulära prestigeprojekt Nationernas förbund. The Red Scare med attentat från kommunistisk och anarkistiska grupper ansågs också ha skadat den försonlige, internationalistiske Wilsons anseende vilket gick ut över hans partikamrater.

## Förlopp
Valet stod mellan den republikanske kandidaten, Warren G. Harding, senator från Ohio och demokraternas kandidat, James M. Cox, guvernör i samma delstat. Efter president Wilsons och republikanske favoriten Theodore Roosevelts insjuknande kom båda kandidaterna som en överraskning för sina respektive partier, och nominerades först efter en rad omröstningar och kohandel då ingen av dem sågs som särskilt karismatisk eller lämplig. En stor del av USA:s befolkning önskade emellertid en återgång till ett fokus på inrikespolitik och ekonomisk utveckling efter Wilsonerans äventyrliga utrikespolitik och chockhöjning av federala skatter (från noll till över sextio procents marginalskatt). Det nybildade Nationernas förbund som inte erhållit senatens gehör var även starkt impopulärt, vilket gav Hardings linje om a return to normalcy och USA first en klar fördel. Harding vann även oväntad popularitet för sitt folkliga och korthuggna sätt, vilket inte minst visade sig då han avvisat rykten om att han skulle ha afroamerikanskt påbrå med den obrydda repliken Hur skulle jag kunna veta det, Jim? Nog kan någon av mina förfäder ha hoppat över staketet. Uttalanden som dessa gick väl hem hos väljarna i vad som paradoxalt uppfattades som både en progressiv och en nykonservativ reformera, utom möjligen i det demokratiskt dominerade södern, där Harding ändå vann Missouri, Oklahoma och Tennessee. Ett annat rykte som florerade var att Harding skulle vara medlem i Ku Klux Klan, något som Wilson också beskyllts för. Inget av påståendena kunde underbyggas med trovärdiga bevis och verkade närmast till Hardings fördel då anklagelserna ansågs ha gett honom möjlighet att demonstrera sin "folklighet", inte minst genom det nya radiomediet och sin snabbkäftade, publikvänliga repertoir.
Harding valde den erkänt kompetente Massachusettsguvernören Calvin Coolidge till sin vicepresidentkandidat och vann valet med 60,3% av rösterna mot 34,1% av rösterna för Cox och dennes vicepresidentkandidat, biträdande sjöminister och senare president (1933-1945) Franklin Delano Roosevelt. Segern var som väntat av jordskredskaraktär och förebådade det republikanska partiets fortsatt dominanta roll efter Wilsonerans åtta år av demokratiskt styre, och en ny guldålder för de "statsbärande" republikanerna, vilket bestod även efter en rad skandaler då Harding plötsligt avled i augusti 1923 och efterträddes av den "hederlige" Coolidge under början av vad som skulle bli känt som det glada 1920-talet. Partiets hegemoni skulle brytas först genom Wall Street-kraschen och Roosevelts politiska återkomst som demokratisk presidentkandidat.

## Republikanernas nominering
Anmälda kandidater
- William Edgar Borah, senator från Idaho
- Herbert Hoover, affärsman från Kalifornien
- Warren G. Harding, senator från Ohio
- Nicholas Murray Butler, vicepresidentkandidat i 1912-års val från New York
- Hiram Johnson, senator från Kalifornien
- Calvin Coolidge, guvernör från Massachusetts
- John Pershing, General of the Armies
- Philander C. Knox, senator från Pennsylvania
- Robert M. La Follette, senator från Wisconsin
- Frank Orren Lowden, guvernör från Illinois
- Irvine Lenroot, senator från Wisconsin
- Miles Poindexter, senator från Washington
- James E. Watson, senator från Indiana
- William Cameron Sproul, guvernör från Pennsylvania
- Jeter Connelly Pritchard, senator från North Carolina
- Howard Sutherland, senator från West Virginia
- Leonard Wood, generalmajor från New Hampshire

Warren G. Harding valdes till det Republikanska partiets presidentkandidat och han valde Calvin Coolidge till medkandidat, mycket p.g.a. dennes höga popularitet inom partiet.

## Demokraternas nominering
Anmälda kandidater
- William Jennings Bryan, fd utrikesminister från Nebraska
- Edward I. Edwards, guvernör från New Jersey
- Carter Glass, finansminister från Virginia
- Francis B. Harrison, guvernör på Filippinerna från New York
- James M. Cox, guvernör från Ohio
- John W. Davis, fd ambassadör i Storbritannien från West Virginia
- James W. Gerard, fd ambassadör i Tyskland från New York
- Homer S. Cummings, ordförande i Democratic National Committee från Connecticut
- Gilbert Hitchcock, senator från Nebraska
- Al Smith, guvernör från New York
- William Gibbs McAdoo, fd finansminister från Kalifornien
- Robert Latham Owen, senator från Oklahoma
- A. Mitchell Palmer, justitieminister från Pennsylvania
- Furnifold McLendel Simmons, senator från North Carolina
- Woodrow Wilson, USA:s president från New Jersey

James M. Cox blev det Demokratiska partiets kandidat och han valde den dåvarande vice marinministern Franklin D. Roosevelt som medkandidat.

## Resultat
| Presidentkandidat | Partitillhörighet | Hemdelstat | Röster     | Röster | Elektorsröster | Medkandidat           | Hemdelstat    |
| Presidentkandidat | Partitillhörighet | Hemdelstat | Antal      | Andel  | Elektorsröster | Medkandidat           | Hemdelstat    |
| ----------------- | ----------------- | ---------- | ---------- | ------ | -------------- | --------------------- | ------------- |
| James M. Cox      | Demokrat          | Ohio       | 9 139 661  | 34,1 % | 127            | Franklin D. Roosevelt | New York      |
| Warren G. Harding | Republikan        | Ohio       | 16 144 093 | 60,3 % | 404            | Calvin Coolidge       | Massachusetts |
| Övriga            | Övriga            | Övriga     | 1 215 660  | 5,5 %  | 0              |                       |               |
| Totalt            | Totalt            | Totalt     | 36 807 012 | 100 %  | 531            |                       |               |